# Annie Murphy

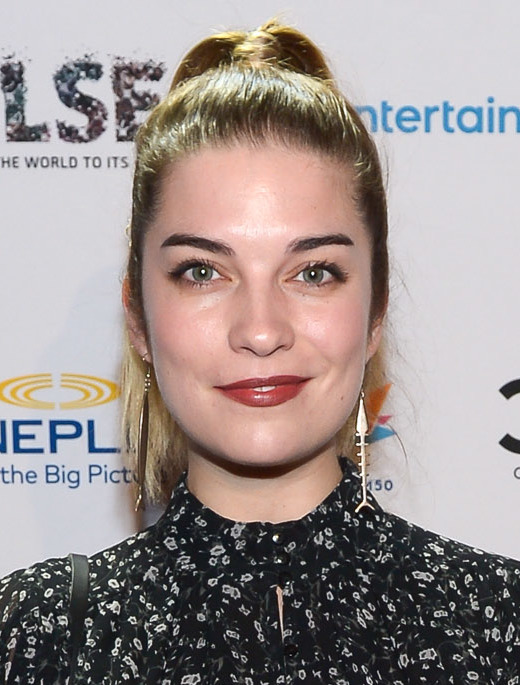
Annie Murphy (2017)

Annie Murphy (* 19. Dezember 1986 in Ottawa) ist eine kanadische Filmschauspielerin.

## Leben
Annie Murphy studierte Theaterschauspiel an der Concordia University in Montreal. Mit 22 Jahren zog sie nach Los Angeles und wurde als Schauspielerin in amerikanischen und kanadischen TV-Produktionen gebucht. Höhere Bekanntheit erlangte sie mit der Rolle der Tochter Alexis Rose in der kanadischen Comedy-Fernsehserie Schitt’s Creek, für die sie bei der Primetime-Emmy-Verleihung 2020 als beste Nebendarstellerin/Comedyserie ausgezeichnet wurde. 2021 wurde sie als Serien-Nebendarstellerin für den Golden Globe, Critics’ Choice Television Award und den Screen Actors Guild Award nominiert.

## Filmografie (Auswahl)
- 2007: Der tödliche Beschützer (Lethal Obsession, Fernsehfilm)
- 2007: The Business (Fernsehserie, Folge 2x03 Lance-A-Lot)
- 2008: Party Date – Per Handy zur großen Liebe (Picture This, Fernsehfilm)
- 2008: Ein Wort hätte genügt (Story of Jen)
- 2009: The Beautiful Life (Fernsehserie, Folge 1x01)
- 2010: Blue Mountain State (Fernsehserie, 2 Folgen)
- 2011: Against the Wall (Fernsehserie, Folge 1x08 Memories We Fear)
- 2012: Beauty and the Beast (Fernsehserie, Folge 1x05 Saturn Returns)
- 2012: Rookie Blue (Fernsehserie, Folge 3x04 Girls' Night Out)
- 2015: The Plateaus (Fernsehserie, 10 Folgen)
- 2015–2020: Schitt’s Creek (Fernsehserie, 80 Folgen)
- 2021–2022: Kevin Can F**k Himself (Fernsehserie, 16 Folgen)
- 2022: Matrjoschka (Russian Doll, Fernsehserie, 5 Folgen)
- 2022: Murderville (Fernsehserie, Folge 1x04 Murder by Soup)
- 2023: Black Mirror (Fernsehserie, Folge 6x01 Joan Is Awful)
- 2023: Ruby taucht ab (Ruby Gillman, Teenage Kraken, Stimme)
- 2023: Praise Petey (Fernsehserie, Stimme, 10 Folgen)
- 2023: Fingernails